# Nicolau de Oldemburgo

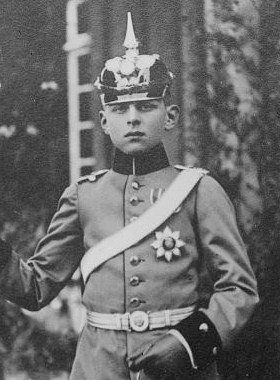
Nikolaus von Oldenburg em 1910

Nikolaus Friedrich Wilhelm von Oldenburg (10 de agosto de 1897 - 3 de abril de 1970), Grão-Duque Hereditário de Oldemburgo, era o filho mais velho de Frederick Augustus II, Grão-Duque de Oldemburgo, que foi o último Grão-Duque governante de Oldemburgo. Foi membro tanto do Partido Nazista quanto da Sturmabteilung, a força paramilitar da legenda. Em 1941, Nikolaus von Oldenburg escreveu uma carta para Heinrich Himmler, o comandante da Schutzstaffel e um dos arquitetos do Holocausto, perguntando se ele poderia ajudá-lo a comprar propriedades confiscadas dos judeus no Leste Europeu. É avô paterno da deputada alemã Beatrix von Storch, filiada ao partido Alternativa para a Alemanha.

Armas de Oldemburgo.